# جائزة موناكو الكبرى 1958
جائزة موناكو الكبرى 1958 هو سباق فورمولا 1 أقيم بتاريخ 18 مايو 1958 في حلبة موناكو. كان الثاني من أصل 11 في بطولة العالم لسباقات الفورمولا واحد موسم 1958. حلّ الفرنسي موريس ترنتينيان أولا بينما جاء الإيطالي لويجي موسو في المركز الثاني وحصل على المركز الثالث البريطاني بيتر كولينز.